# Nick Chater
Nick Chater (* 8. Juli 1965 in Salisbury) ist ein britischer Psychologe und Kognitionswissenschaftler.
Chater studierte Psychologie an der Universität Cambridge mit dem Bachelor-Abschluss in experimenteller Psychologie und wurde am Centre of Cognitive Science der Universität Edinburgh promoviert. Chater arbeitete an der Universität Edinburgh, der Universität Oxford, der University of Warwick (Professur für Psychologie 1996) und am University College London. Er ist seit 2010 Professor für Verhaltensforschung (englisch Behavioural Science) an der Warwick Business School.
Er befasst sich mit Rationalität, Entscheidungsfindung in sozialer Wechselwirkung und Sprache (deren Erlernen, Verarbeitung und Evolution), wobei er theoretische (mathematische), experimentelle und Computer-Methoden verbindet.
In frühen Arbeiten (teilweise mit Mike Oaksford) wandte er die Wahrscheinlichkeitstheorie (Bayessche Statistik) auf menschliches Denken und Entscheidungsfindung an, entwickelte verschiedene Modelle unter anderem für Bestätigungsfehler (Wason-Test), logisches (syllogistisches) und konditionales Schließen. Er führte auch mathematische Überlegungen zur Bevorzugung der Einfachheit im Denkprozess aufgrund der Kolmogorow-Komplexität in die Kognitionswissenschaft ein mit einer formalen Dualität zwischen Bayesschen Schlussfolgerungen und dem Prinzip der Einfachheit in Strukturen der Wahrnehmung.
Er ist Mitglied im britischen Komitee für Klimawandel. Außer mit verhaltenstheoretischen Fragen zum Klimawandel befasste er sich u. a. auch mit solchen Fragen im Rahmen der COVID-19-Pandemie. Er unterhält den offenen Online-Kurs (MOOC) The mind is flat. Mit dem Slogan der Flachheit des Geistes, auch Thema seines Buches The mind is flat, das 2019 den PROSE Award der American Association of Publishers als bestes Buch in klinischer Psychologie erhielt, drückt Chater seine Auffassung aus, dass menschliches Verhalten oft von viel vordergründigeren Motiven geleitet wird (wie Marketing, Verhaltensorientierung an Vorbildern) als von der Psychologie häufig angenommen. Dabei improvisiert der menschliche Verstand und erfindet Geschichten zur Begründung seiner Entscheidungen.
Mit Morten Christiansen stellte er fundamentale Einschränkungen der Sprachverarbeitung und -lernen fest, die sich aus der Flaschenhalsstruktur und begrenzten Aufnahmefähigkeit des menschlichen Kurzzeitgedächtnisses ergeben. Insbesondere muss der sprachliche Input und seine inhaltliche Zuordnung schnell und auf mehreren Ebenen komprimiert und gespeichert werden, was Auswirkungen auf die Struktur und das Erlernen von Grammatiken hat. Er führte auch ein neues Prinzip bei der Frage der Urteilsfindung (Entscheidungstheorie) ein, wonach Urteile und Entscheidungen durch Sampling von Vergleichswerten aus Umgebung und Gedächtnis entstehen (Decision by Sampling). Er entwickelte auch eine neue Theorie sozialer Interaktion, basierend auf stillschweigenden Übereinkünften über soziale Interaktion und Kommunikation (Virtual Bargaining), die spontan getroffen werden, aber aufeinander aufbauen.
2010 wurde er Fellow der Cognitive Science Society und 2012 der British Academy. Für 2023 erhielt er den Rumelhart-Preis.
Er war Associate Editor der Zeitschriften Cognitive Science, Psychological Review und Psychological Science. Chater war Berater für die BBC-Radioserie The Human Zoo.
Er ist Berater der britischen Regierung im Behavioural Insights Team (BIT, in der Öffentlichkeit als Nudge Unit bekannt) und Mitgründer der Beraterfirma Decision Technology.

## Schriften
Bücher:
- Herausgeber mit Susan Hurley: Perspectives on Imitation. From Neuroscience to Social Science, MIT Press 2005. ISBN 978-0-262-58251-3
- mit M. Oaksford: Bayesian rationality: The probabilistic approach to human reasoning. Oxford University Press, Oxford UP 2007. ISBN 978-0-19-852449-6
- Herausgeber mit M. Oaksford: The probabilistic mind. Prospects for Bayesian Cognitive Science, Oxford UP 2008. ISBN 978-0-19-921609-3
- Herausgeber mit M. Oaksford: Cognition and Conditionals: Probability and Logic in Human Thinking, Oxford UP 2010. ISBN 978-0-19-923329-8
- mit Alexander Clark, John A. Goldsmith, Amy Perfors:: Empiricism and Language Learnability, Oxford UP 2015. ISBN 978-0-19-873426-0
- mit Morten Christiansen: Creating Language: Integrating Evolution, Acquisition, and Processing, MIT Press 2016. ISBN 978-0-19-180189-1
- The mind is flat : the remarkable shallowness of the improvising brain, Yale University Press 2018. ISBN 978-0-300-23872-3
- mit Morten H. Christiansen: The language game : how improvisation created language and changed the world, Basic Books 2022. ISBN 978-1-5416-7498-1

Aufsätze (Auswahl):
- mit M. Oaksford: A rational analysis of the selection task as optimal data selection, Psychological Review, Band 101, 1994, S. 608.
- Reconciling simplicity and likelihood principles in perceptual organization,  Psychological Review, Band 103, 1996, S. 566. PMID 8759047
- mit P. Vitányi: Simplicity: a unifying principle in cognitive science?, Trends in cognitive sciences, Band 7, 2003, S. 19–22. PMID 12517354
- mit N. Stewart, G. D. Brown: Absolute identification by relative judgment, Psychological Review, Band 112, 2005, S. 881. PMID 16262472
- mit M. H. Christiansen: Language as shaped by the brain. Behavioral and brain sciences, Band 31, 2008, S. 489–509. PMID 18826669
- mit K. Tsetsos, M. Usher: Preference reversal in multiattribute choice, Psychological Review, Band 117, 2010, S. 1275. PMID 21038979
- mit M. H. Christiansen: The now-or-never bottleneck: A fundamental constraint on language, Behavioral and brain sciences, Band 39, 2016, e62, PMID 25869618